# Golpe de Estado de 2011 en Grecia
El golpe de Estado de noviembre de 2011 en Grecia fue un intento de derrocamiento del gobierno presidido por Giórgos Papandréou II y la instauración de un régimen militar que sacaría a Grecia de la Unión Europea y la zona euro. El golpe de Estado estaría planeado para inicios de noviembre pero no se llevó a cabo a causa de la destitución repentina y en bloque de todos los jefes de las fuerzas armadas.

## Acontecimientos
Desde la llegada del Fondo Monetario Internacional en Grecia, debido a la crisis de la deuda, el gobierno tomó una serie de duros ajustes económicos que provocaron el descontento de gran parte de la población.  
El 26 y 27 de octubre en Bruselas, el gobierno griego pactó un segundo plan de ajustes con el FMI con más recortes de salarios y pensiones y subidas de impuestos. Los políticos de PASOK y Nueva Democracia, los dos partidos que se alternaron en el poder desde 1974, estaban a menudo agredidos verbalmente por varios ciudadanos cuando salían en público. Los desfiles del día 28 para celebrar el aniversario de la entrada del país en la Segunda Guerra Mundial, fueron cancelados en muchas ciudades por los abucheos hacia la clase política y los disturbios causados. La popularidad del gobierno estaba en mínimos y el sistema político no pasaba por su mejor momento. 
El 31 de octubre Papandreou II anunció al grupo parlamentario de su partido su intención de convocar un referéndum para el acuerdo con el FMI, algo que enfureció a varios países de la Unión Europea que quisieron ser consultados antes del anuncio. El presidente de Francia Nicholas Sarkozy y la canciller de Alemania Angela Merkel exigieron el cambio de la pregunta del referéndum a favor o en contra de la permanencia en la Unión Europea y la zona euro. Al final, la idea del referéndum fue abandonada.
El 1 de noviembre el ministro de Defensa Panos Beglitis llamó a su despacho al jefe del Estado Mayor de la Defensa Ioannis Giangos y a los jefes del Estado Mayor del Ejército de Tierra Frangoulis Frangos, del Ejército del Aire Vasilios Klokozas y de la Armada Dimitrios Elefsiniotis para informarles que fueron relevados de sus cargos. El periódico To Vima aseguró que las fuerzas armadas conspiraban para derrocar el gobierno e instaurar una dictadura militar que sacaría a Grecia de la Unión Europea. 
Según el periódico, los jefes militares tenían ideas políticas “patrióticas” y “nacionalistas” y sobre todo el general Frangos que tenía muy buenas relaciones con algunos sectores de la iglesia, con políticos de varios partidos y se expresaba en contra del FMI. Desde el verano pasado había rumores de descontento en el ejército sobre la supuesta pérdida de la soberanía nacional y la supuesta humillación de los griegos en Europa.
Además, el ejército tendría planes de intervención también en el caso de victoria de SYRIZA en las elecciones para evitar las consecuencias de un posible corralito. También se planteó la hipótesis de que los militares visitaran el palacio presidencial, solicitando al presidente de la República Karolos Papoulias que les entregue el gobierno de manera provisional.
El artículo fue desmentido por todos y muchos preguntaban sobre la capacidad del ejército de llevar a cabo estas operaciones como ocurría en el pasado.

## Consecuencias
Unos días después la destitución de los jefes militares, el gobierno presentó su dimisión y se formó un gobierno de gran coalición con la participación de PASOK (que todavía seguía teniendo la mayoría absoluta de los escaños al parlamento), Nueva Democracia y LAOS. El gobierno fue presidido por el exvicepresidente del Banco Central Europeo Lucas Papademos y tuvo como objetivo principal la aprobación del segundo plan de ajustes que se hizo el 12 de febrero de 2012. En abril el gobierno convocó elecciones anticipadas para el 6 de mayo.
En cuanto a los cuatro militares destituidos, tres de ellos obtuvieron posteriormente cargos ministeriales, aunque por poco tiempo. El general Frangoulis Frangos fue nombrado Ministro de Defensa en el gobierno de Panagiotis Pikrammenos y permaneció en el cargo desde el 17 de mayo hasta el 21 de junio de 2012. Dimitrios Elefsiniotis ocupó la cartera del viceministro de Defensa en el gobierno de Antonis Samarás desde el 21 de junio de 2012 hasta el 26 de enero de 2015 y el ex JEMAD Ioannis Giangos fue ministro de Defensa en el gobierno de Vasiliki Thanou desde 28 de agosto hasta 23 de septiembre de 2015.